# Козлов, Михаил Степанович
Михаи́л Степа́нович Козло́в (9 [21] января 1895, Тверь — 28 июля 1964, Москва) — советский футболист и футбольный тренер. Заслуженный мастер спорта СССР (1944). Первый главный тренер сборной СССР по футболу. Кандидат педагогических наук.

## Биография
Родился в 1895 году в Твери.
Как игрок выступал за любительские команды в Твери. В 1910 году будучи гимназистом, Михаил Козлов стал частью команды Твери в матче против команды из Торжка. Матч завершился со счетом 1:0 в пользу команды из Твери а единственный мяч в той игре забил Козлов.
С 1916 года — рядовой 256-го пехотного полка 129-й пехотной бригады резерва Главного Командования. С 1918 года — в рядах РККА.
После организации в Москве Главной военной школы физического образования трудящихся, стал одним из ее преподавателей, знакомивших слушателей с теорией и практикой спортивных игр. Одновременно с этим проходил обучение в ГЦОЛИФК. С 1925 года, после окончания института, возглавил кафедру футбола и хоккея ГЦОЛИФКа (затем — кафедра спортивных игр).
В 1924 году перед первым матчем сборной СССР против сборной Турции являлся первым тренером сборной СССР (при этом официальной должности тренера, вплоть до 1936 года в национальной не существовало, так-как футбольный коллектив футболистов и тренеров собирался на несколько дней для матчей сборной, а потом снова распадался, в связи с тем, что коллективу нужно было выходить на основную работу, которая приносила им основной доход), находился у руля сборной до 1935 года.
В 1936 году выиграл осенний чемпионат СССР с московским «Спартаком», после чего прекратил тренировать.
После тренерской карьеры был председателем Всесоюзной секции футбола СССР.
В годы Великой Отечественной войны капитан М. С. Козлов служил в эвакогоспитале № 1385 и госпитале легкораненых № 1930 39 А.
Заведующий ГЦОЛИФК, доцент. Кавалер ордена Трудового Красного Знамени (17.11.1949).
Скончался 28 июля 1964 года в Москве. Тело было кремировано 1 августа 1964 года.

## Достижения
Как игрок
МКС (Тверь)
- Финалист Чемпионата РСФСР (1): 1920

Как тренер
Спартак (Москва)
- Чемпион СССР: 1936 (осень)

Сборная Москвы
- Чемпион СССР: 1935